# Phare de La Savina
Le Phare de La Savina est un phare situé au nord-ouest de l'île de Formentera, devant La Savina le seul port de l'île, dans l'archipel des Îles Baléares (Espagne).
Il est géré par l'autorité portuaire des îles Baléares (Autoridad Portuaria de Baleares) au port d'Alcúdia.

## Histoire
C'est une tour cylindrique érigée sur un local technique cylindrique de 11 m de haut. Ce petit phare est localisé sur le côté ouest du port de La Savina
Identifiant : ARLHS : BAL-011 ; ES-32800- Amirauté : E0252 - NGA : 4752 .
|          |
| Le phare |